# Étray
Étray é uma comuna francesa na região administrativa de Borgonha-Franco-Condado, no departamento de Doubs. Estende-se por uma área de 6 km². Em 2010 a comuna tinha 270 habitantes (densidade: 45 hab./km²).